# O Cereixal
O Cereixal és una parròquia consagrada a Sant Josep pertanyent al municipi de Becerreá, província de Lugo.

## Demografia
Segons el padró municipal de 2004 la parròquia d'O Cereixal tenia 83 habitants (42 homes i 41 dones), distribuïts en 4 entitats de població, el que pressuposà una disminució en relació al padró de l'any 1999 quan hi havia 91 habitants. Segons l'IGE, el 2014 la seva població va guanyar un habitant (40 homes i 44 dones).

## Llocs d'O Cereixal
- Arco
- O Cereixal
- Fonte da Saúde
- Forno da Cal